# 黄连山掌突蟾
黄连山掌突蟾（学名：Leptobrachella aspera），一种于中华人民共和国云南省绿春县黄连山地区发现的两栖动物，隶属于角蟾科掌突蟾属。

## 形态特征
黄连山掌突蟾体型小，雄蟾体长22.4毫米左右，雌蟾体长25～26.4毫米。身体背部皮肤粗糙，呈灰棕色，具明显的深棕色斑纹，散布有不规则的浅橙色和灰白色色斑；四肢背面具有深褐色横纹；体侧具有明显的镶浅黄绿色边缘的深褐色斑块；腹部皮肤光滑，为乳白色，喉部有明显的灰白色云状斑点，胸部和腹部有明显的黑色规则大斑块；四肢腹面为灰紫色，散布灰白色斑点和小斑块。虹膜双色，上半部琥珀色，下半部银色。

## 保护
本种于2023年被收录入《有重要生态、科学、社会价值的陆生野生动物名录》。